# Estadio Centroamericano de Mayagüez
Das Estadio Centroamericano de Mayagüez, auch bekannt als Estadio José Antonio Figueroa Freyre ist ein Fußballstadion mit Leichtathletikanlage in der puerto-ricanischen Stadt Mayagüez. Es wurde 2010 eröffnet und war Austragungsort der Zentralamerika- und Karibikspiele 2010. Es bietet Platz für 12.175 Zuschauer. Das Stadion besitzt ein Spielfeld mit den Abmessungen 105 × 66 Meter sowie eine 400-Meter-Kunststoffbahn.